# Michal Krešimír II.
Michal Krešimír II. (chorvatsky Mihajlo Krešimir II., latinsky Michael Cresimirus) byl král středověkého Chorvatska od roku 949 do své smrti v roce 969.

## Život
Michal Krešimír II. pocházel z panovnické dynastie Trpimírovců. Jeho otcem byl král Krešimír I. a jeho starším bratrem byl král Miroslav, který Michala předcházel na chorvatském trůnu od roku 945.
Krešimírovi na trůn dopomohl mocný chorvatský bán Pribina, který se postavil na odpor proti panujícímu králi Miroslavovi, neboť jeho práva byla v některých oblastech omezována. Občanská válka nakonec skočila Miroslavovou smrtí v roce 949 a vlády se poté ujal Michal.
Za Michalova panování dosáhlo Chorvatské království opět své někdejší slávy. Vyplenil bosenské župy Uskoplje, Luku a Plevu, a nakonec dobyl celou oblast Bosny, které byly během panování krále Miroslava ztraceny. Bosenský bán se nezmohl na odpor a v roce 968 uprchl do Uher. Michal si usmířil místní vlády a zajistil si plnou kontrolu na územími. Podle historika Rudolfa Horvata byl Michal rovněž na vítězné straně v konfliktu s arabskými piráty poblíž italského poloostrova Gargano v roce 969.
Michal a jeho manželka Helena Zadarská udržovali dobré vztahy s dalmatskými městy. Helena v Solinu nechala vybudovat pohřebiště panovnické rodiny. Na konci 19. století chorvatský duchovní a archeolog Frane Bulić (1846–1934) během výkopových prací na ostrově Panny Marie v Solinu nalezl základy dvou kostelů. Korunovační kostel Panny Marie a pohřební kostel svatého Štěpána, v němž byly nalezeny hrobky členové chorvatské panovnické rodiny, mezi nimi také sarkofág královny Heleny.
Michal panoval až do své smrti. Královna Helena svého manžela Michala přežilo o 7 let a panovala jako regentka společně se synem Štěpánem Držislavem. Ten se po smrti matky ujal vlády samostatně.